# مانوئل فریدریش
مانوئل فریدریش (انگلیسی: Manuel Friedrich؛ زادهٔ ۱۳ سپتامبر ۱۹۷۹) یک بازیکن فوتبال اهل آلمان است.
از باشگاه‌هایی که در آن بازی کرده‌است می‌توان به وردر برمن اشاره کرد.
وی همچنین در تیم ملی فوتبال آلمان بازی کرده است.